# Liliana Segre
Pour les articles homonymes, voir Segre.
Liliana Segre, née le 10 septembre 1930 à Milan (Italie), est une femme politique italienne, rescapée de la Shoah, nommée sénatrice à vie en janvier 2018, militante de la mémoire de la Shoah.

## Biographie
Liliana Segre, fille d'Alberto Segre et Lucia Foligno, est née à Milan le 10 septembre 1930. Elle perd sa mère alors qu'elle n'a pas encore un an et vit avec son père et ses grands-parents paternels.
Liliana Segre est victime des lois raciales fascistes à l'âge de 8 ans et est forcée de quitter l'école primaire en septembre 1938. Le 7 décembre 1943, avec son père et ses deux cousins, elle fuit en Suisse. Elle est arrêtée le lendemain dans le canton du Tessin et renvoyée en Italie, puis arrêtée à Selvetta di Viggiù frazione de Varese par des Italiens  . Après six jours de prison, elle est d'abord transférée à Côme puis à la prison San Vittore de Milan, où elle est détenue pendant 40 jours.

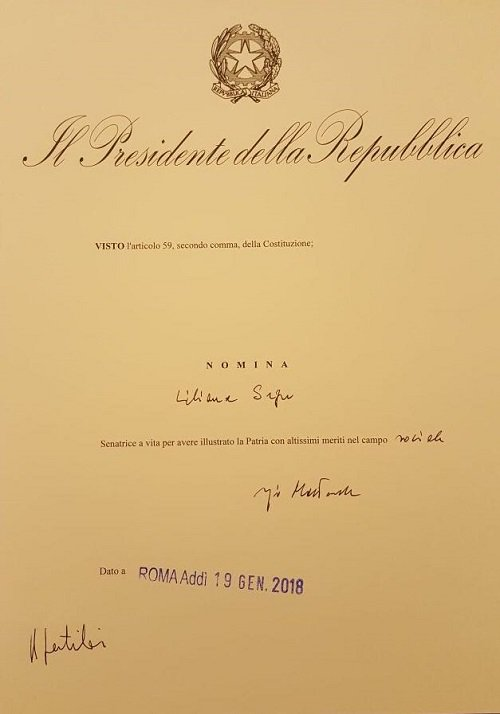
Décret de nomination de Liliana Segre comme sénatrice à vie.

Le 30 janvier 1944, elle est déportée avec son père de la gare de Milan-Centrale au camp de concentration de Birkenau-Auschwitz en Pologne alors annexée au troisième Reich et internée dans la section féminine. Son père, meurt à Auschwitz le 27 avril 1944. Ses grands-parents paternels, arrêtés à Inverigo, commune de Côme, le 18 mai 1944, sont également déportés à Auschwitz, où ils sont tués le jour de leur arrivée le 30 juin 1944.
Le numéro 75190 lui est tatoué sur l'avant-bras et elle est affectée au travail forcé pendant un an environ à l'usine de munitions « Union  », appartenant à Siemens.
Le 27 janvier 1945, après avoir évacué le camp de concentration de Birkenau-Auschwitz pour échapper à l'avancée de l'Armée rouge, les Nazis transfèrent 56 000 prisonniers, dont Liliana Segre, à pied à travers la Pologne vers le nord. Liliana Segre, qui n'a pas encore 15 ans, doit affronter une des marches de la mort pour arriver au camp de femmes de Ravensbrück puis à celui de Malchow, dans le nord de l'Allemagne. Elle est libérée le 1er mai 1945, après l'occupation du camp de Malchow par les Soviétiques et rejoint finalement Milan en août 1945.
Liliana Segre est l'une des 25 survivantes des 776 enfants italiens de moins de 14 ans qui ont été déportés au camp de concentration d'Auschwitz.
À partir de 1990, après 45 ans de silence, elle participe à des rencontres avec les élèves des écoles milanaises, témoignant de son expérience d'ancienne déportée. Mariée en 1951 avec Alfredo Belli Paci, elle est mère de trois enfants. Veuve, elle vit à Milan.
Le 19 janvier 2018, le président de la République italienne, Sergio Mattarella, conformément à l'article 59 de la Constitution, la nomme sénatrice à vie. Le président du Conseil, Paolo Gentiloni salue cette décision : « La vie de Liliana Segre est un témoignage pour la liberté. Comme sénatrice, elle nous montrera la valeur de la mémoire. ».
Cependant, à l'automne 2018, une enquête est ouverte par le pôle antiterroriste italien car la sénatrice Liliana Segre reçoit alors plusieurs centaines de messages racistes et haineux par jour. En novembre 2019,
le parlement italien adopte la création d'une commission parlementaire chargée de lutter contre les phénomènes d'intolérance, de racisme, d'antisémitisme et d'incitation à la haine et à la violence, communément appelée commission Segre, par 151 voix pour et 98 abstentions, ces dernières correspondant à des élus issus des partis Forza Italia (droite), La Ligue (extrême droite) et Frères d'Italie (extrême droite),. À l'automne 2019, toujours victime de très nombreuses insultes et menaces de militants d’extrême droite, elle demeure sous protection policière.
Le 13 octobre 2022, en tant que vice-doyenne du Sénat de la République, Liliana Segre préside la séance d'ouverture de la XIXe législature à la chambre haute, en l'absence du doyen Giorgio Napolitano. 

## Distinctions
- Commandeur de l'ordre du Mérite de la République italienne par le président de la République Italienne Carlo Azeglio Ciampi le 29 novembre 2004[10].
- Médaille d'or du Mérite de la Croix-Rouge italienne 1er décembre 2019.
- Chevalier de l'ordre national de la Légion d'honneur, par le président de la République française Emmanuel Macron le 2 octobre 2020.
- Croix de grand officier de l'ordre du Mérite de la République fédérale d'Allemagne, en août 2020.
- Médaille d'or de la Reconnaissance, par la province de Milan (2005).
- Université de Trieste, diplôme honorifique en droit (2008).
- Université de Vérone, diplôme honorifique sciences pédagogiques (2009).
- Université de Bergame, doctorat honorifique en Scienze Umanistiche Transculturali (2019).
- Université de Rome « La Sapienza », doctorat honorifique en histoire de l'Europe (2020).
- Université LUMSA, diplôme honorifique en relations internationales (2020).
- Université de Pise, diplôme honorifique en sciences pour la paix (2021).
- Université de Modène et de Reggio d'Émilie, doctorat honorifique en Reggio Childhood Studies (2022).

## Ouvrages
- (it) Liliana Segre, Emanuela Zuccalà: Sopravvissuta ad Auschwitz. Liliana Segre fra le ultime testimoni della Shoah, Milan: Paoline Editoriale Libri 2005,  (ISBN 978-88-315-2769-9)
- (it) Enrico Mentana, Liliana Segre: La memoria rende liberi, Milan, Rizzoli 2015  (ISBN 978-88-17-07568-8)